# Aidan Chambers
Aidan Chambers, noto anche con lo pseudonimo di Malcolm Blacklin (Chester-le-Street, 27 dicembre 1934 – 11 maggio 2025), è stato uno scrittore e editore britannico.

## Biografia
Nato da una famiglia di minatori nella Contea di Durham, Aidan Chambers fu insegnante, religioso, editor, prima di fondare, con la moglie, nel 1969, la casa editrice Thimble Press e dedicarsi a tutto campo alla letteratura. Iniziò a scrivere libri per ragazzi nel 1975.
Nel 1999 vinse il Carnegie Medal 1999 e, nel 2002, il premio Hans Christian Andersen e il Michael Printz Award.
Viveva nel Glouchestershire, in Inghilterra, e teneva seminari a livello accademico in tutti i paesi in lingua inglese.
Impiegò 8 anni per scrivere Cartoline dalla terra di nessuno (vincitore della Carnegie Medal 1999 contro Harry Potter e il prigioniero di Azkaban).

## Opere
- Ombre sulla sabbia (Marle), 1968, prima edizione italiana 2016.
- Un amico per sempre/Danza sulla mia tomba (Dance on my Grave), 1982.
- Breaktime (Breaktime), 1994.
- Cartoline dalla terra di nessuno (Postcards from no man's land), 1999.
- Quando eravamo in tre (The toll bridge), 2003.
- Ladre di regali: un incubo dagli occhi verdi (The present takers), 2004.
- Ora che so (Now I know), 2004.
- Questo è tutto: I racconti del cuscino di Cordelia Kenn (This is all), 2005.
- The Kissing Game - Piccole ribellioni quotidiane (The Kissing Game) 2011.
- Muoio dalla voglia di conoscerti, 2012 (Dying to Know You)
- Confessioni del giovane Tidman, 2018 (A Tidman bundle, 2015)
- L’età sospesa. Dalla letteratura Young Adult alla Youth Fiction: riflessioni sulla letteratura giovanile, Modena: Equilibri, 2020. (Titolo originale: The Age Between. Personal Reflections on Youth Fiction, Aidan Chambers, 2019).